# الهجمة (المقاطرة)

تعديل مصدري - تعديل

الهجمة هي إحدى قرى عزلة السود بمديرية المقاطرة التابعة لمحافظة لحج، بلغ تعداد سكانها 103 نسمة حسب تعداد اليمن لعام 2004.